# Кріс Картер
Крістофер Карл Картер (англ. Christopher Carl Carter; *13 жовтня 1956) — американський сценарист і продюсер, найбільше знаний як автор ідеї, виконавчий продюсер, сценарист і режисер телесеріалу «Цілком таємно».

## Життєпис
Картер народився у Белфлавері, штат Каліфорнія, у родині Вільяма і Кетрін Картер. 1979 року закінчив факультет журналістики Університету штату Каліфорнія. Великі зміни в його кар'єрі сталися 1985 року, коли Джефрі Каценберг, тодішній директор «Walt Disney Studio Entertainment», прочитав написаний Картером сценарій і прийняв його на роботу.
Працюючи з Каценбергом, Картер був продюсером кількох телевізійних фільмів, також писав для них сценарії. 1989 року він став творцем і виконавчим продюсером комедійного серіалу «Цілком нове життя».
До роботи з «Цілком таємно» 1993 року Кріс Картер заснував продюсерську компанію «Ten Thirteen Productions» («1013»). Її було названо на честь дня народження самого Картера (13 жовтня, 10.13). Між 1993 і 2002 роками було знято: 201 серія «Цілком таємно», 67 серій «Тисячоліття», 9 серій «Жорстокого царства», 13 серій «Самотніх стрільців» і повнометражний фільм «Цілком таємно» Після випуску останньої серії «Цілком таємно» офіс компанії було тимчасово зачинено, проте з 2007 року Ten Thirteen поновила свою активність, розпочавши знімання другого повнометражного фільму «Цілком таємно: Хочу вірити» реліз якого відбувся 24 липня 2008 року.

### Одруження
У 1983 році Картер почав зустрічатися з Дорі Пірсон, з якою він познайомився через її двоюрідного брата, який працював з ним в журналі Surfing Magazine. Пара одружилася в 1987 році і живе в Санта-Барбарі.